# EU INTCEN
El Centro de Inteligencia y Situación de la Unión Europea (EU INTCEN) es uno de los órganos/servicios de inteligencia de la Comisión Europea y del Consejo. Desde enero de 2011 el EU INTCEN forma parte del Servicio Europeo de Acción Exterior (SEAE), bajo la autoridad del vicepresidente de la Comisión para Asuntos Exteriores y Política de Seguridad.

## Funciones
La misión del EU INTCEN consiste en proporcionar análisis de inteligencia, alerta temprana y conciencia situacional al Alto Representante, al Servicio Europeo de Acción Exterior y al Estado Mayor de la UE o a otros órganos de la Unión Europea con competencia en los ámbitos de la Política Exterior y de Seguridad Común, Política Común de Seguridad y Defensa, así como a los Estados miembros.
El EU INTCEN lleva a cabo esta misión mediante el seguimiento continuo y el análisis de la situación internacional, en particular en regiones sensibles y en materias relacionadas con el terrorismo, la proliferación de armas de destrucción masiva y así como aspectos relacionados con el ámbito militar.

## Historia
Con el establecimiento en la creación en 1999 de la Política Europea de Seguridad y Defensa, un grupo de analistas empezó a producir análisis de situación basados en fuentes abiertas en lo que entonces se llamaba Centro de Situación Conjunto (SITCEN). A raíz de los atentados del 11 de septiembre de 2001, el Alto Representante de la Unión Javier Solana decidió utilizar el SITCEN para empezar a producir análisis clasificados basados en contribuciones de Servicios de Inteligencia.
A partir de 2002 el SITCEN se convirtió en un foro para intercambio de información sensible entre los Servicios de Inteligencia Exterior de Alemania, España, Francia, Italia, Países Bajos y Reino Unido. En esa primera época las funciones del SITCEN eran:
- Contribuir a la alerta temprana, en cooperación con los órganos militares del Consejo. Fuentes: inteligencia civil y militar, información diplomática y fuentes abiertas.
- Realizar el seguimiento y análisis de la situación.
- Proporcionar la infraestructura necesaria para el funcionamiento de células de crisis.
- Proporcionar un punto de contacto operativo para el Alto Representante.[5]

A petición de Javier Solana, el Consejo de la Unión Europea acordó en junio de 2004 que en el seno del SITCEN se formaría una célula contraterrorista. Esta célula estaría encargada de producir análisis contraterroristas sobre la base de la información facilitada por los Servicios de Seguridad de los países miembros.
A partir de 2005, el SITCEN utilizó habitualmente la denominación Centro de Situación de la Unión Europea (EU INTCEN). En 2012, su nombre oficial pasó a ser Centro de Análisis de Inteligencia de la Unión Europea (EU INTCEN).

## Directores
- William Shapcott, antiguo diplomático británico (2001-2010).
- Ilkka Salmi, anteriormente director del Servicio Finlandés de Seguridad e Inteligencia (SUPO) (2011-2015).[10]
- Gerhard Conrad, antiguo Jefe de la Sección de inteligencia exterior del Bundesnachrichtendienst alemán (2015-2019).[11]
- José Casimiro Morgado, anteriormente director general del Serviço de Informações Estratégicas de Defesa de Portugal (2019-2024).[12]
- Daniel Markić, anteriormente director de la Agencia de Seguridad e Inteligencia de Croacia (SOA) (2024-presente).[13]

## Organización
En octubre de 2019 el EU INTCEN está compuesto por dos Divisiones:
- Análisis de Inteligencia y Producción. Es responsable de elaborar análisis estratégicos basados en las contribuciones de los Servicios de Inteligencia y de Seguridad de los Estados miembros. Cuenta con varias secciones geográficas y temáticas.
- Apoyo, y Obtención de Fuentes Abiertas.

En 2012 y 2013, EU INTCEN contaba con cerca de 70 miembros.

## Capacidad Única de Análisis de Inteligencia (SIAC)
Desde 2007, el EU INTCEN forma parte de la Capacidad Única de Análisis de Inteligencia, que combina la inteligencia civil (EU INTCEN) con la militar (Dirección de Inteligencia del Estado Mayor de la Unión Europea). En el marco de la SIAC se elaboran análisis que incorporan informaciones recibidas de Servicios de Inteligencia civiles y militares.
El EU INTCEN y la Dirección de Inteligencia del Estado Mayor de la Unión Europea son los principales usuarios de los servicios del Centro de Satélites de la Unión Europea (SATCEN), encargado de la interpretación de imágenes satelitales.